# Fabio Maniscalco
Fabio Maniscalco (Nápoles, 1 de agosto de 1965 - 1 de febrero de 2008) fue escritor, arqueólogo y especialista de protección del patrimonio cultural.
Fabio Maniscalco trabajo como profesor de protección del patrimonio cultural en la Universidad de Nápoles y como "Honorary Professor" de la "Academy of Sciences of Albania"; fue director del “International Observatory for the Protection of Cultural Property in Areas of Crisis"  y del “Web Journal on Cultural Patrimony"  Archivado el 30 de enero de 2016 en Wayback Machine..

## Obra
Ha escrito los libros siguientes: World Heritage and War. Linee guida per la salvaguardia dei Beni Culturali nelle aree a rischio bellico (2006); Tutela, conservazione e valorizzazione del patrimonio culturale della Palestina (2005); Tutela, conservazione e valorizzazione del patrimonio culturale subacqueo (2004); La tutela del patrimonio culturale dell'Algeria (2003); La tutela del patrimonio culturale in caso di conflitto (2002); La tutela dei beni culturali in Italia (2002); Forma Maris. Forum internazionale di archeologia subacquea (2001); Kosovo and Methoija 1998-2000 (2000); Furti d'autore. La tutela del patrimonio culturale mobile napoletano dal dopoguerra alla fine del XX secolo (2000); Jus Praedae (1999); Frammenti di storia venduta. I tesori di Albania (1998);  Mare Nostrum. Fondamenti di archeologia subacquea (1998); Sarajevo: itinerari artistici perduti (1997); Ninfei ed edifici marittimi severiani del Palatium imperiale di Baia (1997); Il nuoto nel mondo greco-romano (1995); Archeologia Subacquea (1992).
En 1997 ha sido candidato al Premio Nobel de la Paz.